# Alexis Liatis

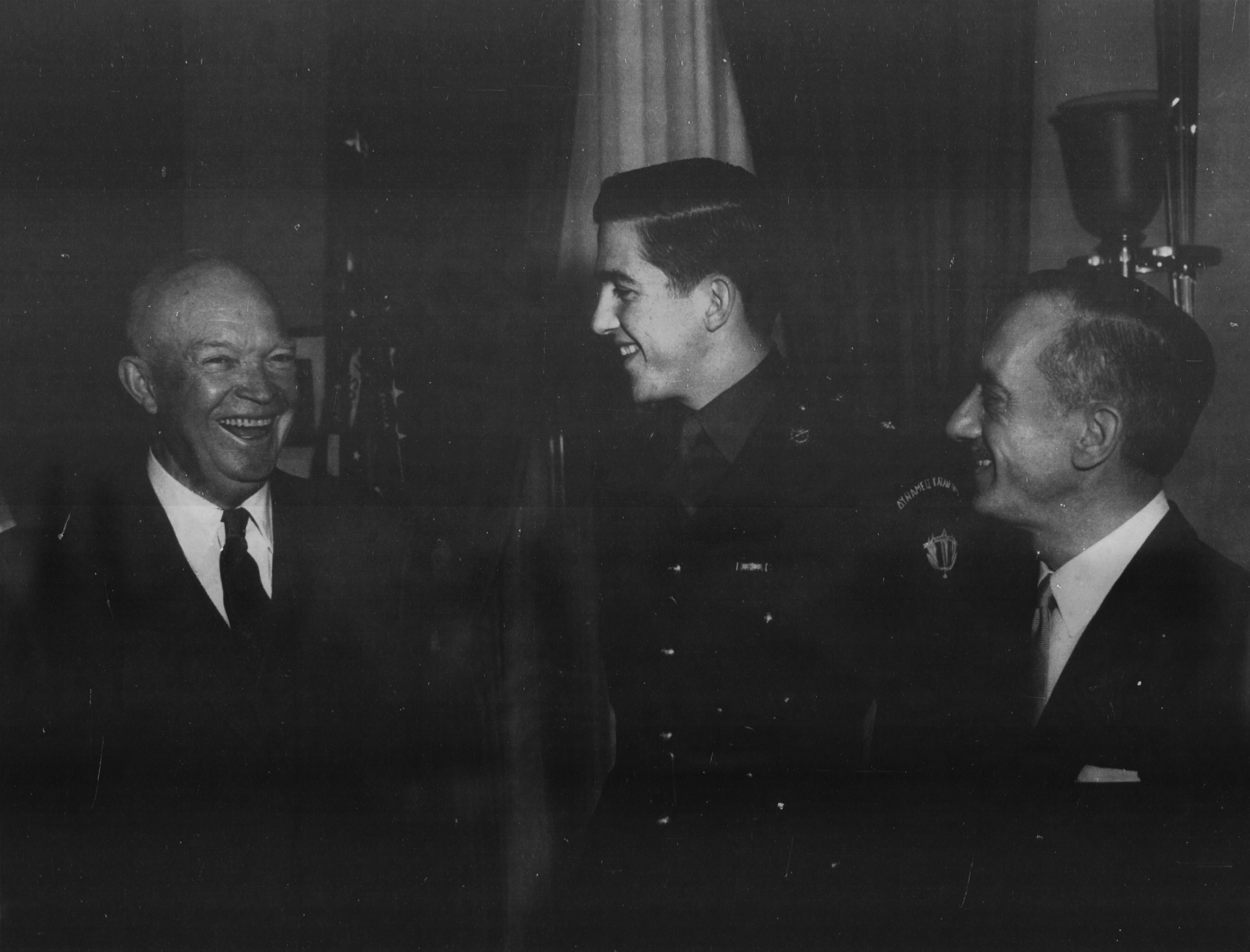
Von links nach rechts: Dwight D. Eisenhower, Konstantin II. (Griechenland) und Alexis Liatis.

Alexios „Alexis“ Liatis (griechisch Αλέξιος «Αλέξης» Λιάτης, * 18. März 1908 in Izmir; † 1985) war ein griechischer Diplomat.

## Biografische Daten
Sein Vater, Stavros Liatis war griechischer Konsul in Izmir. Er studierte Rechtswissenschaft und Wirtschaftswissenschaft an der Universität Lyon.
1929 trat er in den auswärtigen Dienst ein. Von 1934 bis 1936 war er Konsularbeamter in Rotterdam. Von 1938 bis 1943 war er Konsularbeamter in Boston.
Von 1944 bis 1948 war er Gesandtschaftssekretär erster Klasse anschließend Gesandtschaftsrat in London. 1946 war er zwei Monate in Ottawa attachiert.
1945 war er der Generalsekretär der griechischen Delegation bei der Konferenz von San Francisco.
1949 war er Generalkonsul in Nikosia.
1950 war er Generalkonsul in Alexandria.
Am 7. November 1953  war er Gesandtschaftsrat in Ankara.
1954 wurde er in Paris beschäftigt.
Von 1954 bis 1958 wurde er in Rom beschäftigt.
1955 und 1958 nahm er an den Sitzungsperioden des Nordatlantikrates in Paris teil.
Von 1955 bis 1957 wurde er auf Zypern eingesetzt.
1956 war er in Straßburg und Karthoum beschäftigt.
Vom 6. Oktober 1958 bis 13. Februar 1962 war er Botschafter in Washington, D.C. und war zeitgleich bei der Regierung in Mexiko-Stadt akkreditiert.
Anschließend war er bis 1965 Botschafter in Tokio Japan sowie zeitgleich bei den Regierungen in Seoul, Manila und Taipeh akkreditiert.
1947, 1948 und 1961 war er zu den Generalversammlungen der Vereinten Nationen delegiert.
Von 1965 bis 1967 war er Ständiger Vertreter der griechischen Regierung nächst dem UNO-Hauptquartier.
Er war mit Aglaia G. María verheiratet ihre Tochter ist Myrto A. Aiatis.
Er wurde in Avlona, Attika, begraben, wo seine Familie herkam.